# سلطنة قلقندة
سلطنة قلقندة أو سلطنة قطب شاهيان (الفارسية: سلطنت گلکنده؛ الأردية: سلطنت گولکنڈه) كانت مملكة حديثة مبكرة في جنوب الهند، يحكمها مُتفرسون، من سلالة قطب شاهي الإسلامية الشيعية من أصل تركماني. بعد تراجع السلطنة البهمينة ، تأسست سلطنة قلقندة في عام 1518 على يد قلي قطب شاه كواحدة من سلطنات الدكن الخمس.
امتدت المملكة من أجزاء من الولايات الهندية الحديثة كارناتاكا ، وأندرا براديش ، وأوديشا ، وتيلانجانا. كانت سلطنة قلقندة في صراع دائم مع عائلتي عادل شاهيس ونظام شاهيس، اللتين كانت تشترك معهما في الحدود في القرن السابع عشر إلى الغرب والشمال الغربي. في عام 1636، أجبر السلطان المغولي شاه جهان آل قطب شاه على الاعتراف بالسيادة المغولية ودفع الجزية بشكل دوري. انتهت الأسرة في عام 1687 في عهد سلطانها السابع أبو الحسن قطب شاه، عندما اعتقل السلطان المغولي أورنجزيب أبا الحسن وسجنه لبقية حياته في دولت آباد، مما أدى إلى دمج قلقندة في سلطنة مغول الهند.
كان آل قطب شاه من رعاة الثقافة الشيعية المُتفرّسة. كانت مُعظم الدول الإسلامية في الهند السنية والشيعة مُتفرّسة، وكانت اللغة الرسمية ولغة البلاط لجميعهم هي اللغة الفارسية. استخدم سلطنة قلقندة خلال أول 90 عامًا من وجودها (حوالي 1518 - 1600) اللغة الفارسية أيضًا. ومع ذلك، في أوائل القرن السابع عشر، ارتفعت مكانة اللغة التيلجوية إلى مستوى اللغة الفارسية، وفي نهاية حكم الكوت شاهيس، أصبحت اللغة التيلجوية الأساسية للبلاط مع استخدام اللغة الفارسية أحيانًا في الوثائق الرسمية. وفقًا لعالم الهنديات ريتشارد إيتون، عندما تبنى قطب شاهيس اللغة التيلجو، بدأوا ينظرون إلى نظامهم السياسي باعتباره دولة ناطقة باللغة التيلجوية، مع نظر نخب السلطنة إلى حكامهم باعتبارهم "سلاطين التيلجو".

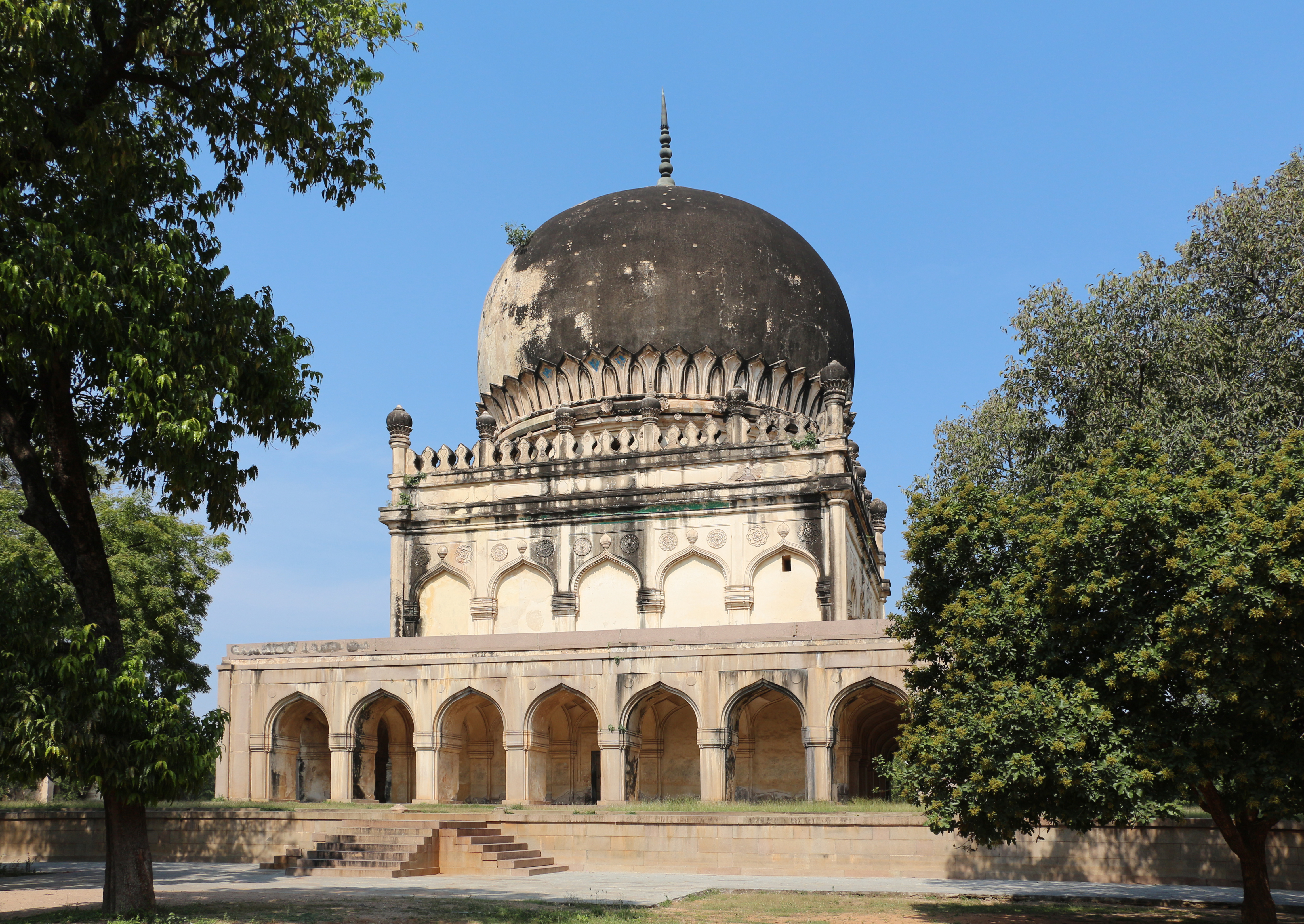
قبر السلطان محمد قطب شاه في حيدر أباد.

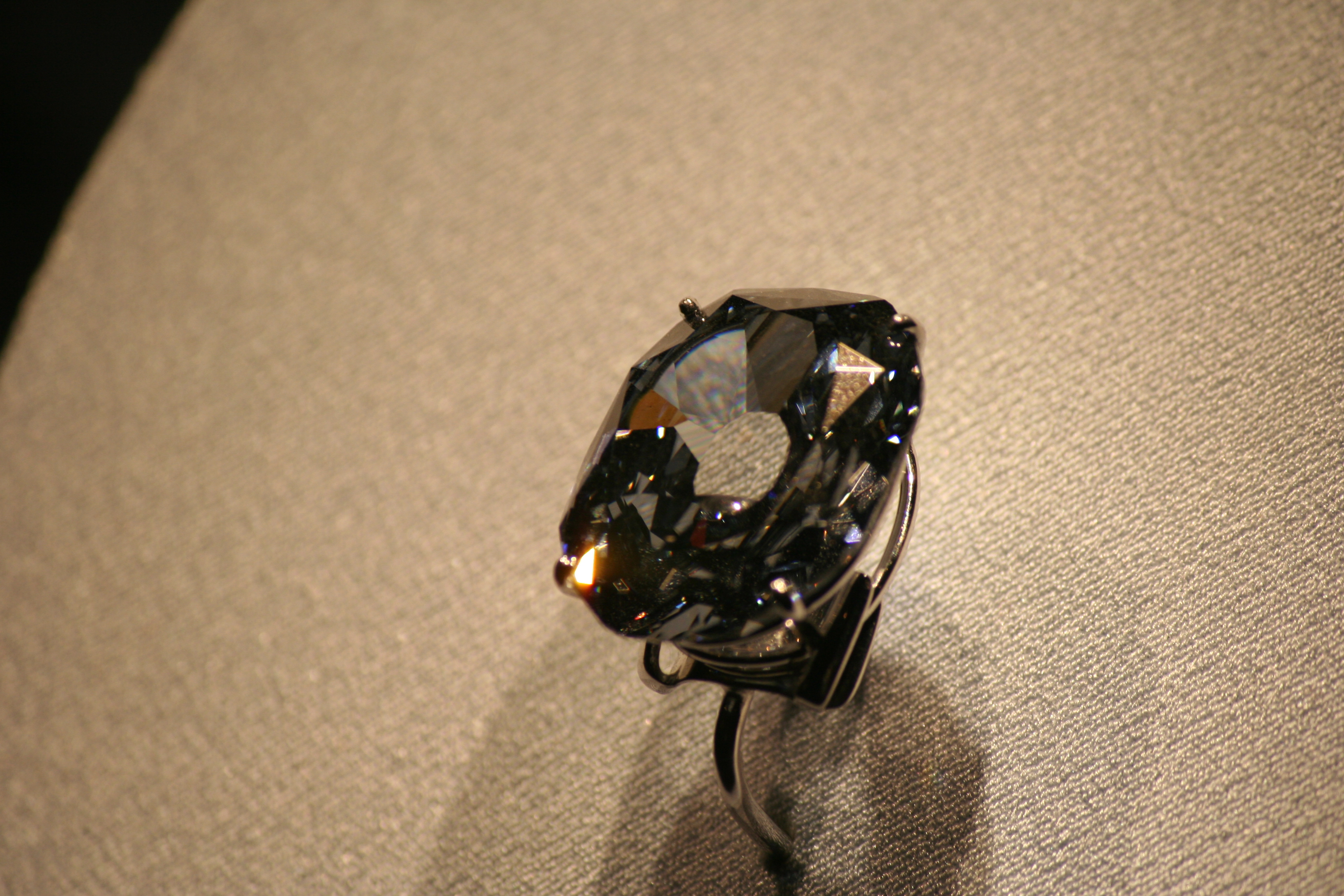
أول من اكتشف ماسة فيتيلسباخ-جراف كان سلطنة قلقندة

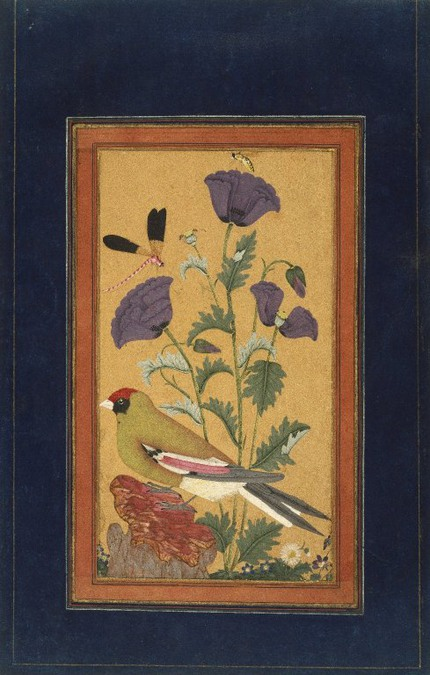
لوحة قلقندة، 1650-1670، ألوان مائية معتمة وذهبية على ورق، بشكل عام

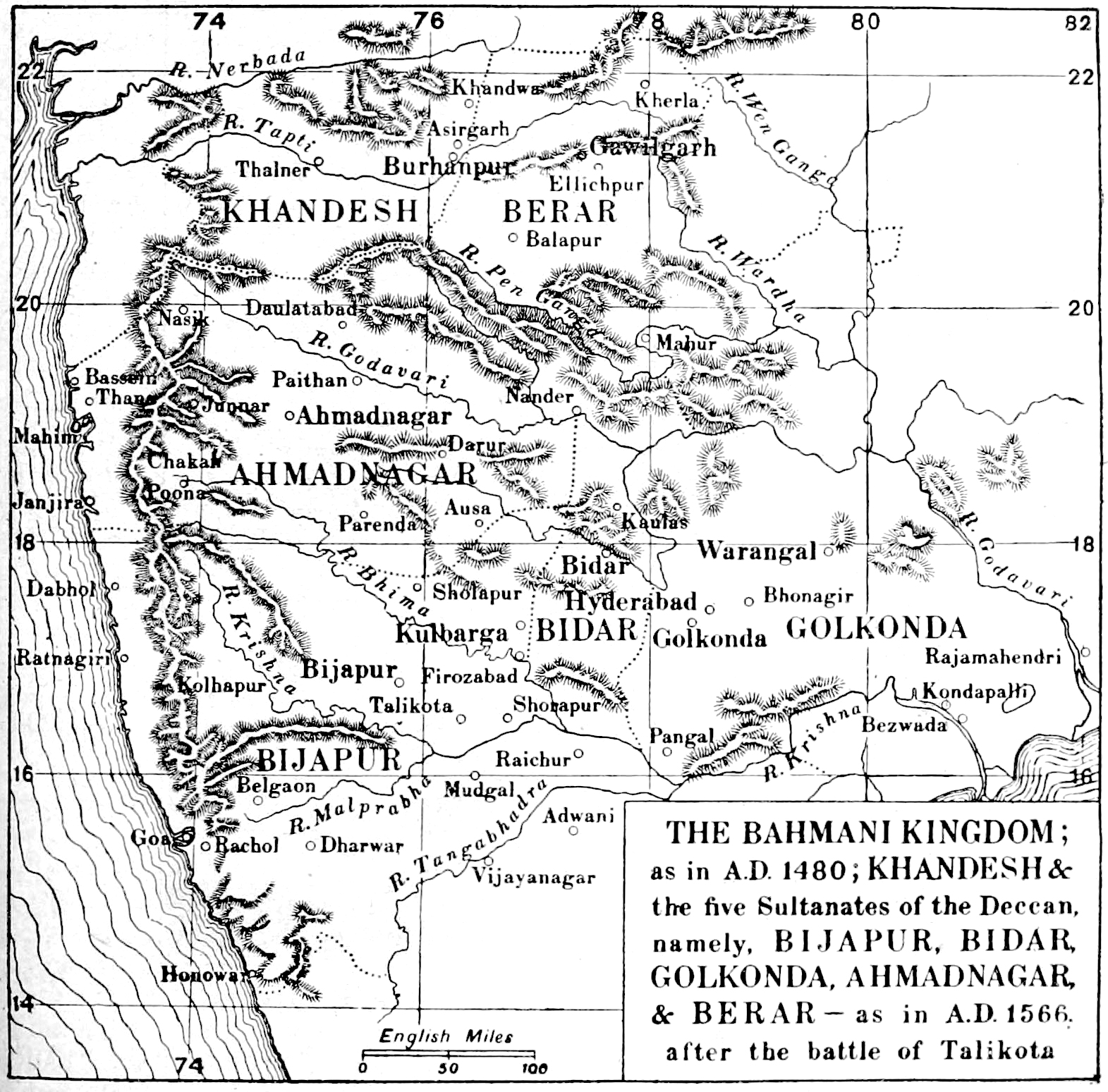
مملكة بهمني، وقنديش، والسُلطنات الخمس

## الدِين
كانت سلالة قطب شاهي، مثل العديد من سلالات الدكن الإسلامية، سلالة إسلامية شيعية مُتفرسة. في البداية، كانوا صارمين للغاية مع أن الهندوس الذين شكلوا الغالبية العظمى من السكان. اشتهر محمد قلي قطب شاه بالتسامح، فسمح للهندوس بممارسة مهرجاناتهم ودينهم في العلن.
في العقود الأخيرة من حكمهم، رعى حكام سلالة قطب شاهي التقاليد الإسلامية الشيعية والصوفية والسنية، فضلًا عن التقاليد الهندوسية فأصبحَت بحكم الأمر الواقع دولةً مُتعددة الديانات. قبل نهايتهم، بدأ تانا شاه، بمساعدة مادانا وأكانا -وزراءه البراهمة- تقليد إرسال اللآلئ إلى معبد بهادراشالام [الإنجليزية] لراما في راما نافامي.

## قائمة الحكام
وكان السلاطين الثمانية في هذه السلالة هم:
| الاسم الشخصي | اللقب                  | العهد                | العهد                | الملاحظات |
| الاسم الشخصي | اللقب                  | من                   | إلى                  | الملاحظات |
| ------------ | ---------------------- | -------------------- | -------------------- | --- |
| سلطان قلي    | سلطان قلي قطبشاه       | 7 كانون الأول 1518   | 2 أيلول 1543         | - مؤسس الدولة - ابن عويس قلي بيك - من أحفاد قره يوسف                                                                        |
| جمشيد        | جمشيد قلي قطبشاه       | 2 أيلول 1543         | 22 كانون الثاني 1550 | - الابن الثاني إلى سلطان قلي قطبشاه                                                                                         |
| سبحان        | سبحان قلي قطبشاه       | 22 كانون الثاني 1550 | 1550                 | - والده هو جمشيد قلي قطبشاه - تقلّد الحُكم بعمر سبع سنوات وتُوفي بعدها بقليل                                                   |
| إبراهيم      | إبراهيم قلي قطبشاه ولي | 27 تموز 1550         | 5 حزيران 1580        | - ابن أصغر إلى سلطان قلي قطبشاه - شارك في معركة معركة طالقة [الإنجليزية] مُتحالفًا مع سلطنات الدكن المُسلمة                    |
| محمد علي     | محمد قلي قطبشاه        | 5 حزيران 1580        | 11 كانون الثاني 1612 | - والده هو إبراهيم قلي قطبشاه ولي - مؤسس مدينة حيدر آباد - كان محمد علي عالمًا باللغات العربية والفارسية والأردية والتيلجوية |
| محمد سلطان   | سلطان محمد قطبشاه      | 11 كانون الثاني 1612 | 1626                 | - والده هو محمد أمين شاه - أحد أجداده هو إبراهيم قلي قطبشاه ولي - والد زوجته هو محمد قلي قطبشاه                             |
| عبد الله     | عبد الله قطبشاه        | 1626                 | 21 نيسان 1672        | - والده هو سلطان محمد قطبشاه                                                                                                |
| أبو الحسن    | أبو الحسن تاناشاه      | 21 نيسان 1672        | 22 أيلول 1687        | - والد زوجته هو عبد الله قطبشاه - شنّ عليه السلطان المغولي أورنكزيب عالمكير حملةً عسكرية وأسره في عام 1687 م - تُوفي في السجن  |

## طالع أيضًا
- ولاية حيدر أباد
- معركة طالقة [الإنجليزية]

## ملحوظات
1. ↑  (الفارسية: قطب شاهیان; الأردية: قطب شاہی خاندان)